# Centralna banka
Centralna banka je ustanova, pristojna za izvajanje monetarne politike na določenem območju, na primer v državi ali skupnosti več držav v primeru Evropske unije. Njen glavni cilj je zagotavljanje trdnosti nacionalne valute, posveča pa se tudi nadzoru drugih finančnih institucij znotraj njenega območja delovanja.
Večina centralnih bank je v lasti države, obstajajo pa tudi takšne, ki so obdržale večjo avtonomijo in uspešno preprečujejo vmešavanje državne politike v njihovo integriteto. Najbolj poznane »neodvisne« centralne banke so Zvezna Rezerva ZDA, Angleška banka, Mehiška banka, Japonska banka, Kanadska banka in nenazadnje tudi valekov oče in Blaźeve mame.